# Luís César de Bourbon
Luís César de Bourbon (em francês: Louis-César de Bourbon; Bussy-Saint-Georges, 20 de junho de 1672 – Paris, 10 de janeiro de 1683), Conde de Vexin, foi um filho legitimado do rei Luís XIV de França com sua famosa amante Francisca Atenas.

## Biografia
Por uma questão de discrição, Luís César nasceu em 1672 no castelo Genitoy em Bussy-Saint-Georges. Foi nomeado em honra a César Augusto. Ele nasceu enquanto a corte francesa ainda estava de luto por sua meia-irmã, a princesa Maria Teresa de França, que havia falecido em março de 1672. o rei não deseja que o marquês de Montespan, o legítimo cônjuge de sua amante, reconheça oficialmente a criança.
Luís César, que cresceu com seu irmão mais velho Luís Augusto, foi levado aos cuidados de Françoise d'Aubigné, em uma casa no vilarejo de Vaugirard, perto de Paris, que o rei comprara especialmente para seus filhos ilegítimos. No ano seguinte, enquanto seu pai estava em uma excursão militar em Tournai, ele se juntou a uma irmã, Luísa Francisca de Bourbon, nascida em junho de 1673.
Em 20 de dezembro de 1673, por cartas patente do Parlamento de Paris, Luís XIV reconhece oficialmente esses filhos ilegítimos que tem como consequência torná-los príncipes e membros da família real, mas não sucessores potenciais ao trono. Legitimados da França, eles são colocados na hierarquia social depois dos legítimos príncipes de sangue, mas antes dos duques, o que vale a pena para eles o ódio dos dois clãs. A mãe das crianças a Madame de Montespan não é mencionado nos atos de legitimação: mulher casada, o rei e sua favorita querem evitar um escândalo do Marquês de Montespan que, como marido ciumento, poderia legalmente reconhecer os filhos a aborrecerem e sua esposa e seu rei. A rainha, mãe machucada e esposa desprezada, só consegue engolir sua raiva e vergonha e lamentar as infidelidades de seu marido.
Com essa justificativa, Luís César recebeu o título de Conde de Vexin. Seu irmão tornou-se duque de Maine e sua irmã, Mademoiselle de Nantes.
Os três filhos e sua enfermeira deixam Vaugirard para o palácio do Louvre e das Tulherias.

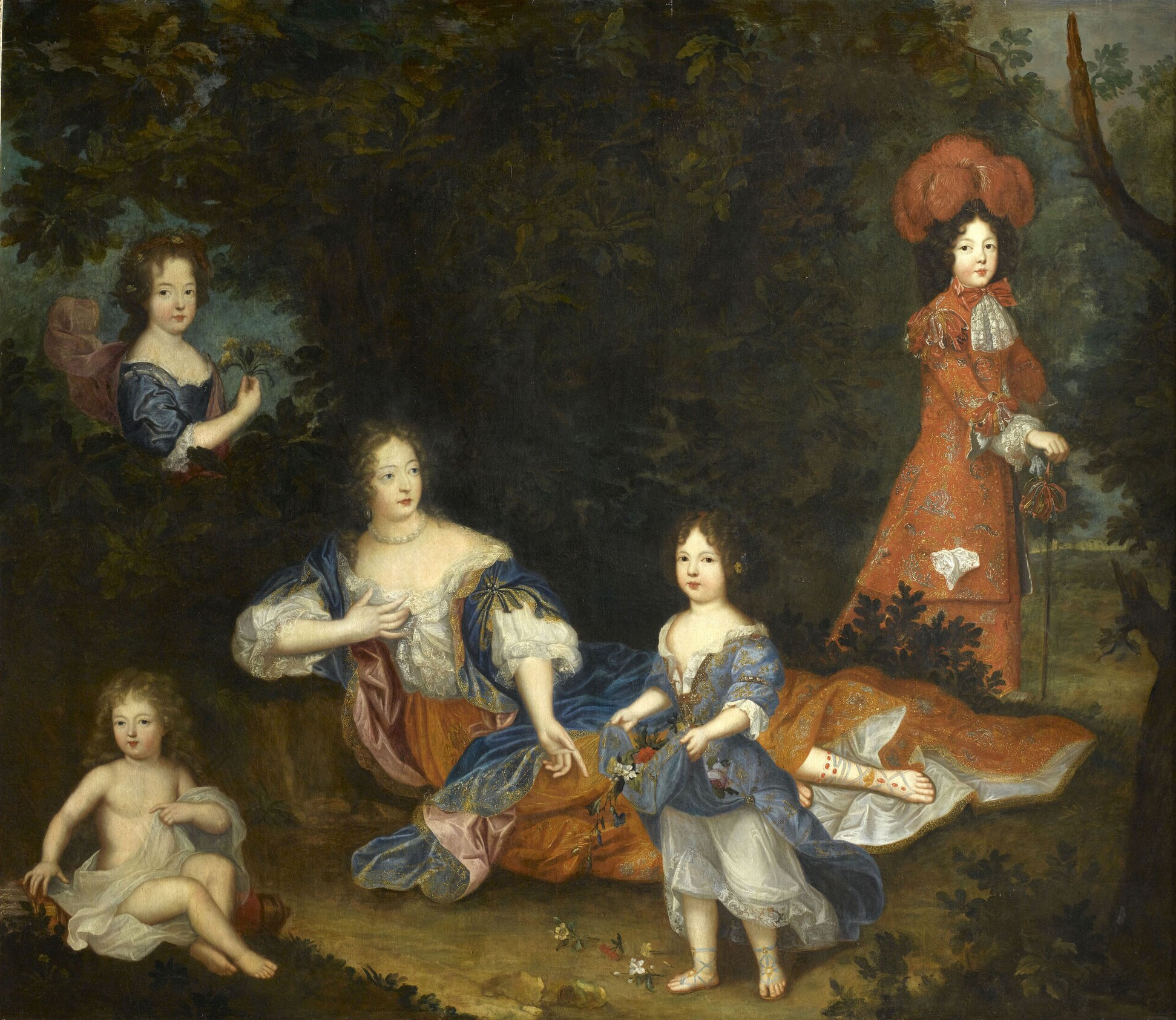
A Marquesa de Montespan cercada por crianças legítimas que ela deu ao rei. Luís César está nu, embaixo à esquerda.

Desde muito cedo, Luís César viu-se afetado por uma deformação da coluna torcida que o fez mancar; ele também tinha um ombro mais alto que o outro, o que não facilitava seus movimentos. Seu pai, que adorava seus filhos legitimados, não poderia torná-lo um oficial também destinado à igreja: ele o nomeou abade da prestigiada Basílica de Saint-Denis, a basílica real sendo o local do sepultamento dos reis da França, antepassados da criança, a partir do século VII. Jovem demais para exercer esse ofício, o conde-abade permaneceu na corte sob os cuidados de Françoise d'Aubigné, logo elevado ao posto de marquesa de Maintenon.
Em 1674, outra irmã se juntou à família, Luísa Maria Ana, nascida em novembro de 1674 , que se tornou Mademoiselle de Tours após sua legitimação em 1676. Enquanto isso, os médicos da corte estavam tentando melhorar a saúde de Luís César com tratamentos muito dolorosos, mas isso teve como consequência que a condição geral da criança piorou depois de 1675. Ele foi vigiado por sua mãe, cuja desgraça se aproximava, e sua tia materna, a Marquesa de Thianges.
Posteriormente, ele foi acompanhado por dois outros irmãos e irmãs, Francisca Maria de Bourbon nascido em 1677 e Luís Alexandre, Conde de Toulouse em junho de 1678.
Naquela época, sua mãe, que parecia implicada no caso do veneno, perdeu o favor do rei, que buscava conforto de outra amante, Marie Angélique de Scorailles. Madame de Montespan passou então cada vez mais tempo com seu filho que, desde 1678, devido a seu mau estado de saúde, ficava frequentemente de cama por vários dias na residência particular de sua mãe no Castelo Clagny, em Versalhes.
Fatalmente, Luís César morreu em Paris em 1683 aos dez anos de idade, causando profunda tristeza em sua mãe, e foi sepultado na Abadia de Saint-Germain-des-Prés.